# Dickpic
Ein Dickpic (entlehnt von englisch dick pic) ist ein umgangssprachliches partielles Kurzwort für ein Penisbild (üblicherweise mit Abbildung des männlichen Gliedes, oft im erigierten Zustand), das unaufgefordert über das Internet verschickt wird, aber auch per konventioneller Post versandt oder anderweitig veröffentlicht werden kann, z. B. durch Aufkleber, Poster oder Graffiti. Diese Praxis geschieht in der Regel aus exhibitionistischen Gründen und erfüllt in der deutschen Rechtsprechung den Straftatbestand der Verbreitung pornographischer Inhalte nach § 184 StGB, sofern der Absender das Foto "an einen anderen gelangen läßt, ohne von diesem hierzu aufgefordert zu sein" (§ 184 StGB, Abs. 1, Nummer 6).
Das unverlangte Versenden von anstößigen Bildern wie Dickpics über Apples Wi-Fi-Dienst AirDrop wird von den Medien auch als Cyberflashing bezeichnet.
Der Begriff Dickpic ist ein Kompositum und setzt sich aus dem englischen Begriffen dick (deutsch „Schwanz“) und pic für picture (deutsch „Bild“) zusammen und bedeutet wörtlich übersetzt „Schwanzbild“.

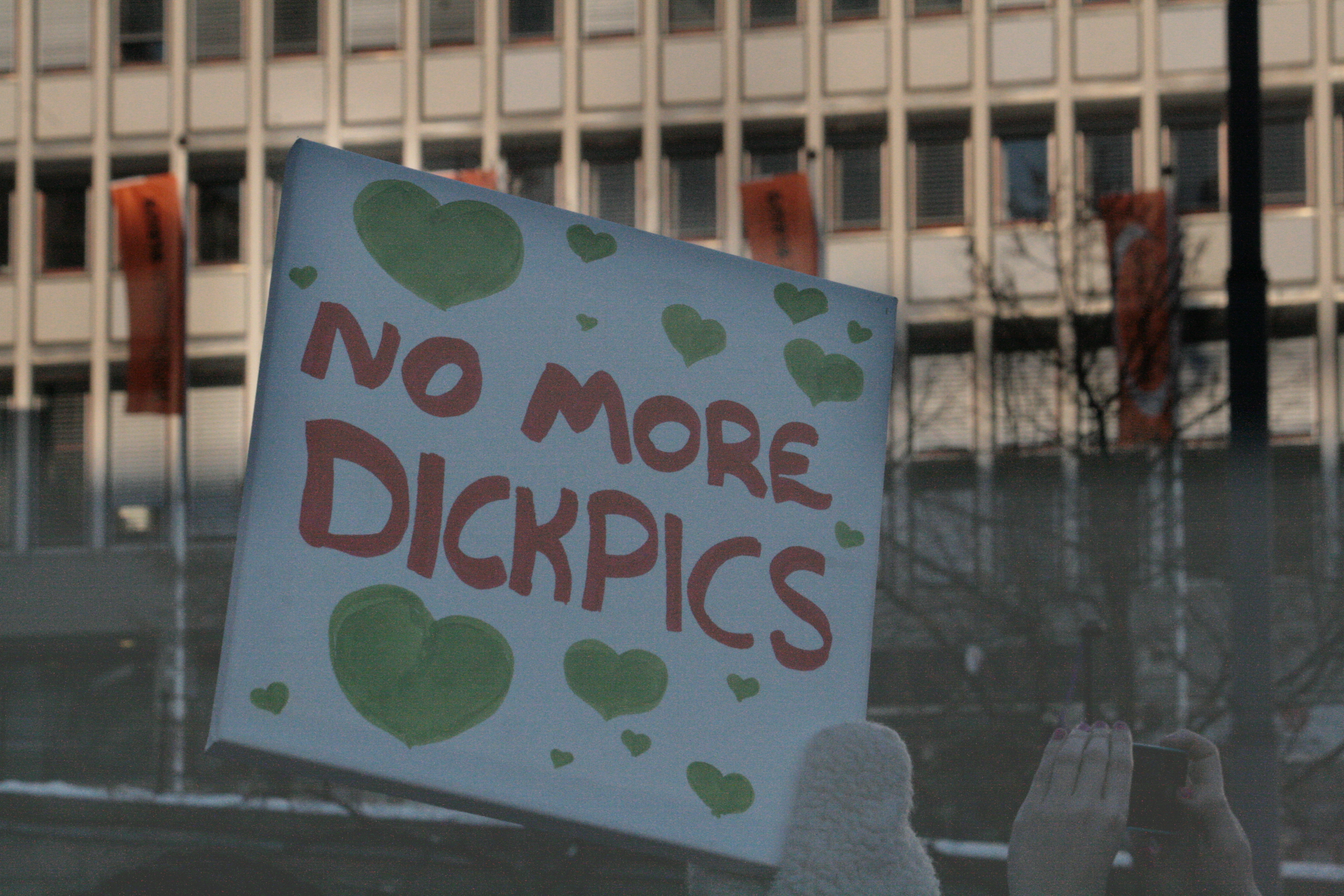
Schild auf dem Frauenmarsch 2018 in Oslo mit der Aufschrift „No More Dickpics“

## Psychologische Hintergründe und Erforschung

### Ursachen
Die Ursache für das unaufgeforderte Versenden solcher Bilder wird vor allem in der Persönlichkeit der Absender vermutet. Durch ein hohes Maß an (pathologischem) Egozentrismus und einer gleichzeitig fehlenden Wahrnehmung des Gegenüber versuchen die Versender ihre eigenen Bedürfnisse zu befriedigen, ohne zu erkennen, dass sie dabei anderen schaden. Eine Studie, welche im Journal of Sex Research erschien, zeigt, dass bei der Mehrheit der für die Studie online befragten Absender eine transaktionale Motivation zu Grunde liegt, wobei der Absender äquivalente Bilder im Austausch gegen seine eigenen privaten Bilder erwartet. Die Mehrheit der Absender nimmt an, mit entsprechenden Penisbildern positive Gefühle auslösen zu können. Die Absender solcher Bilder weisen zudem vermehrt narzisstische Persönlichkeitsmerkmale und negativ-sexistische Ansichten auf.
Nach Ansicht einiger Psychologen soll durch das durchaus bewusste Überschreiten von Grenzen Mut und Dominanz zum Ausdruck kommen, obwohl dem Sender die negative Wirkung bekannt ist. Der Schutz der Anonymität dient dem Sender hierbei zumeist als Rückhalt. Ablehnung und Kritik durch die Empfängerin führen hier im Regelfall zu extrem beleidigendem und aggressivem Verhalten, da die Frau durch ihre kritische Reaktion den Machtunterschied ausgleicht. Dieser Moment werde für den Mann als unerträglich wahrgenommen, da ihm die Wahrnehmung als stark und die ersuchte Bestätigung der Männlichkeit verwehrt werden. Die Reaktionen von Frauen werden zumeist mit Wut, Empörung und Entsetzen beschrieben. Der Auslöser für diese Reaktionen ist im Regelfall nicht das Dickpic selbst, sondern die Unfreiwilligkeit, weil die Frau nicht die Wahl hat, ob sie das Bild anschauen möchte.

### Erforschung und Studien
Für eine der bisher umfangreichsten Studien aus den USA wurden über 1.000 Männer anonym online befragt. Rund die Hälfte der Befragten hatte bereits mindestens einmal Penisfotos versendet und hoffte, folgende Reaktionen bei der Empfängerin auszulösen (Mehrfachnennung möglich):
- 82 Prozent hoffen, die Empfängerin sexuell zu erregen
- 50 Prozent wollten, dass die Empfängerin sich attraktiv fühlt
- 44 Prozent hofften, so ebenfalls ein Nacktbild zu erhalten
- 22 Prozent wollten der Empfängerin so ihre Wertschätzung zeigen
- 18 Prozent waren stolz auf ihren Penis oder fanden es erregend, Bilder davon zu verschicken
- 17 Prozent wollten schockieren
- 15 Prozent wollten verängstigen
- 11 Prozent wollten Ekel auslösen

In einer britischen Studie wurden insgesamt 2121 Frauen und 1738 Männer im Alter zwischen 18 und 36 Jahren zum Thema Dickpics befragt. 46 Prozent der befragten Frauen gaben an, bereits ein Dickpic erhalten zu haben. Von den Frauen, die ein solches Bild erhielten, hatten 89 Prozent nicht danach gefragt. 30 Prozent der Männer gaben an, von einer Frau gebeten worden zu sein, ihnen ein Dickpic zu schicken, und 22 Prozent der Männer gaben an, jemals eines geschickt zu haben. 21 Prozent der Männer, die ein Dickpic geschickt hatten, gaben an, dies getan zu haben, ohne danach gefragt worden zu sein.

## Rechtslage

### Deutschland
Falls das Dickpic pornografisch ist, wird das unaufgeforderte Zusenden nach § 184 Abs. 1 Nr. 6 (unerlaubte Verbreitung pornographischer Inhalte) StGB mit Freiheitsstrafe bis zu einem Jahr oder mit Geldstrafe bestraft.
Das Zugänglichmachen von Pornografie für Personen unter 18 Jahren ist nach § 184 Abs. 1 Nr. 1 StGB auch dann mit o. g. Strafen bedroht, wenn es auf Aufforderung durch den Minderjährigen geschieht.
Das Einwirken auf Personen unter 14 Jahren durch Pornografie wird nach § 176a Abs. 1 Nr. 1 StGB (Sexueller Missbrauch von Kindern ohne Körperkontakt mit dem Kind) mit Freiheitsstrafe von sechs Monaten bis zu zehn Jahren bestraft.

### Österreich
In Österreich ist ab dem 1. September 2025 das Belästigen mittels unaufgefordert versendeter Bildaufnahmen, die "wesentlich menschliche Genitalien" zeigen, gemäß § 218 Abs. 1a StGB mit einer Geldstrafe oder einer Freiheitsstrafe von bis zu sechs Monaten strafbar.
Die entsprechende Gesätzesänderung wurde am 10. Juli 2025 vom Nationalrat beschlossen. Die FPÖ stimmte als einzige der fünf Parlamentsparteien dagegen.

#### Politische Diskussion
So entgegnete FPÖ-Bundesrätin Sandra Jäckel beispielsweise, dass dieses Gesetz insbesondere unüberlegtes Handeln junger Menschen kriminalisiere, obgleich solche Taten inakzeptabel seien und es dafür Konsequenzen geben solle.
Der Österreichische Rechtsanwaltskammertag fürchtet ebenfalls eine "übermäßige Kriminalisierung", insbesondere bei nur einmaligem Senden, da Empfänger den Versender blockieren können. Er spricht sich dafür aus, die Strafbarkeit nur auf Fälle zu beschränken, in denen Empfänger "wahrscheinlich schwere psychische Schäden" davontragen würden. Das Versenden von Nacktbildern von oder an Minderjährige sei bereits durch § 207a abgedeckt. Auch das Institut für Strafrecht, Strafprozessrecht und Kriminologie der Universität Innsbruck lehnte diesen Gesetzesentwurf strikt ab, da es beim ein- oder zweimaligen Senden von Dickpics nur Bagatelldelikte sah.
Viktoria Hutter (ÖVP) betonte, dass Dickpics kein "dummer Bubenstreich" seien, laut Selma Yildirim (SPÖ) habe man bisher, bis auf die Unterlassungsklage, keine Handhabe gegen diese Form sexueller Gewalt gehabt.
Der Bundesverband der Gewaltschutzzentren Österreich befürwortete das Gesetz grundsätzlich, kritisierte aber die Voraussetzung der Absicht im Gesetzestext, die in der Praxis schwer nachzuweisen ist. Der Beschuldigte könnte leicht argumentieren, das Bild versehentlich versendet zu haben. Außerdem sei nicht klar definiert, was als Einverständnis zählt, es bleibe zu viel Interpretationsspielraum.

## Reaktionen und Mediale Aufarbeitung

### Berlin:Lady Dick Pic
Eine Berliner Aktivistin, die mittlerweile über 900 derartiger Bilder erhalten hat, macht die Belästigung öffentlich, indem sie die Bilder auf Buttons Aufkleber etc. druckt und diese am Berliner Mauerpark zum Verkauf anbietet. Dabei ist es ihr erklärtes Ziel, mit unterschiedlichen Menschen über das Thema ins Gespräch zu kommen und so auf das Phänomen aufmerksam zu machen. Zu den Herkunftsorten ihrer Bilder zählen auch Dating-Apps wie Tinder. Sie versucht die Sache mit Humor zu betrachten:

„Ich wollte ein Date und ein Bier trinken, und stattdessen bekam ich ein Penisbild, also verkaufe ich das Dick Pic und kaufe mir mein eigenes Bier.“

### Tit for Tat auf TikTok
Nachdem die 22-jährige Influencerin Shauna Dewit auf TikTok klar stellte, sie fände es einfach widerlich, Dickpics zugeschickt zu bekommen, erhielt sie zunächst noch mehr davon. Dann änderte sie ihre Strategie und schickte jedem, der ihr ein derartiges Bild zugesendet hatte, ein Penisfoto eines anderen Mannes als Reaktion. Aus ihrer Sicht sei es eine Frage der Gleichberechtigung, dass auch Männer einmal diese Erfahrung machen und die meisten reagierten nicht anders als Frauen; entsetzt und angeekelt.

### Filmdoku
In dem 15-minütigen Film Männerwelten aus dem Jahr 2020 von Joko Winterscheidt und Klaas Heufer-Umlauf wurde das Thema behandelt. Hierbei wurde durch die Moderatorin Palina Rojinski eine Galerie von Penisfotos gezeigt, welche ihr oder ihren Freundinnen unerwünscht über das Internet gesendet wurden.